# Delia inaequalis
Delia inaequalis är en tvåvingeart som först beskrevs av Malloch 1920.  Delia inaequalis ingår i släktet Delia och familjen blomsterflugor. Inga underarter finns listade i Catalogue of Life.